# (8517) 1992 BB5
1992 بي بي 5 (ويعرف أيضًا باسم (8517) 1992 بي بي 5 وفق تسمية الكوكب الصغير) (بالإنجليزية: 1992 BB5)‏ هو كويكب ضمن حزام الكويكبات؛ وترتيبه 8517 من حيث الاكتشاف.
اكتُشف هذا الجُرم الفلكي بواسطة هيروشي كانيدا في 28 يناير 1992.

## وصلات خارجية
- (8517) 1992 BB5 في قاعدة بيانات مختبر الدفع النفاث لأجرام النظام الشمسي الصغيرة

- الاكتشاف · مخطط المدار ·  العناصر المدارية · المعلمات المادية

- (8517) 1992 BB5 على موقع ويكي سكاي: DSS2, SDSS, GALEX, IRAS, Hydrogen α, X-Ray, Astrophoto, Sky Map, Articles and images